# Заколот (фільм, 1928)
«За́колот» (рос. «Мятеж») — радянський художній фільм 1928 року режисера Семена Тимошенка за однойменним романом Дмитра Фурманова.

## Сюжет
Події фільму відбуваються в 1920 році в Середній Азії. Джаркентський батальйон Червоної армії, розташований у місті Вірному (нині — Алма-Ата), отримує від М. В. Фрунзе наказ виступити в район Фергани для боротьби з басмачами. Група куркулів за підтримки місцевих купців і баїв підмовляє червоноармійців до заколоту. Заколотникам вдається зайняти Вірненську фортецю, у той час як військова допомога з Ташкента може прийти не раніше ніж через два тижні. Уповноважений Реввійськради фронту Фурманов і група комуністів відправляються в бунтівний батальйон, де організатори заколоту заарештовують Фурманова і його бійців і засуджують їх до розстрілу. Однак до місця страти вчасно прибувають слухачі партійної школи і рятують заарештованих. Фурманов поспішає по допомогу в кавалерійський полк — і рівно о десятій годині ранку, як було передбачено наказом Фрунзе, батальйон у бойовій готовності виступає на боротьбу з басмачами.

## У ролях
- Петро Подвальний — Фрунзе
- Олексій Алексєєв — Фурманов
- Тетяна Гурецька — Ная Фурманова
- Іван Развєєв — начдив Буров
- Валерій Соловцов — Вінчецький
- Борис Бабочкін — Караваєв
- Петро Кириллов — партизан Ериськін
- Микола Зименко — Шегабутдінов
- Петро Кузнецов — Семенчук
- Аполлон Верін — голова бунтівників Чеусов
- Микола Павлов — завідувач партшколи Колишев
- Рахім Пірмухамедов — Коканбай
- Микола Шарап — Петров, бунтівник
- А. Азанчеєва — епізод
- Сергій Якушев — епізод
- Костянтин Назаренко — епізод
- Арсеній Куц — епізод

## Знімальна група
- Режисер — Семен Тимошенко
- Сценаристи — Михайло Блейман, Семен Тимошенко
- Оператор — Леонід Патліс
- Художники — Борис Дубровський-Ешке, Семен Мейнкін